# Paisagem cultural e botânica de Richtersveld
O parque nacional de Richtersveld situa-se na província de Cabo Setentrional, na África do Sul. O parque está localizado numa região desértica, com planícies arenosas lisas e montanhas escarpadas. Em 2007 a Paisagem Cultural e Botânica de Richtersveld foi classificada património mundial pela UNESCO.